# 六角能通
六角能通（ろっかく たかみち/よしみち、文化元年（1804年）3月14日 - 明治元年（1868年））は、幕末の公卿。

## 官歴
- 文化4年（1807年）：従五位下
- 文化13年（1816年）：従五位上、備後権介
- 文化14年（1817年）：右馬頭
- 文政3年（1820年）：正五位下
- 文政7年（1824年）：従四位下
- 文政11年（1828年）：従四位上
- 天保3年（1832年）：正四位下、右近権少将
- 天保9年（1838年）：権中将
- 天保10年（1839年）：従三位
- 天保14年（1843年）：正三位

## 系譜
- 父：六角和通
- 母：唐橋在煕の娘
- 弟：六角和理
- 子：六角聡通
- 子：六角博通